# Hypnotised (chanson de Coldplay)
Hypnotised est une chanson du groupe britannique Coldplay.
Dévoilée pour la première fois le 2 mars 2017, la chanson figure sur l'EP Kaleidoscope sorti le 14 
juillet 2017.